# Hallmark Channel
A Hallmark Channel egy amerikai kábelcsatorna, melyen klasszikus filmek és televíziós sorozatok láthatóak. A csatorna 1998-tól 2010-ig Magyarországon is jelen volt. 2010. szeptember 3-án a televízió helyét hazánkban átvette a Universal Channel. 2016. augusztus 23-án az utódja is megszűnt.

## Története
A csatorna története 1994-ben kezdődött, amikor a Hallmark Cards megvette az RHI Entertainmentet és Hallmark Entertainment néven leányvállalatot alapított. Ez a vállalat hozta létre a Hallmark Entertainment Network csatornahálózatot 1995-ben.
Az első Hallmark csatorna 1995 júniusában indult el a Benelux államokban. A Hallmark Entertainment Network fokozatosan terjeszkedni kezdett a világban. 1998-ban elindult a Hallmark közép-európai változata (Magyarország, Lengyelország, Románia, Csehország és Szlovákia ekkor egy adást látott).
2000-ben a csatornák működtetését átvette a Crown Media Holdings, amelyet szintén a Hallmark alapított. 2001. augusztus 5-én az USA-beli Odyssey Networköt átnevezték Hallmark Channelre, és nem sokkal később a világszerte sugárzó Hallmark Entertainment Networkök is ezt a nevet kapták meg.
Amerikában 2010. február 1-jén elindult a Hallmark nagy felbontású (HD) adása. Az NBCUniversal, miután felvásárolta az USA-beli változat kivételével az összes Hallmark-csatornát, 2011 júliusára az összes adásváltozatot megszüntette, köztük 2010. szeptember 3-án a magyarországit. Így a Hallmark Channel már csak az USA-ban van jelen, melyet továbbra is a Crown Media Holdings üzemeltet.

## Hallmark Magyarországon
A Hallmark 1998-ban volt látható először Magyarországon a UPC hálózatában, a csatorna akkoriban a Crown Media Ltd. tulajdonában állt. A cég 2005-ben eladta a televíziót a brit Sparrowhawk Media Groupnak, egy, a Providence Equity Partners és a 3i tulajdonában lévő kockázati tőke társaságnak. A Sparrowhawk 2007 augusztusában a teljes csatornaportfoliót eladta az NBC Universal-nak.
A televízió Magyarországon 2008-ban 1,9 millió háztartásban volt fogható. A célcsoportjaként a 18-49 éves nőket megjelölő csatorna reklámidejét az RMB Hungary Multimedia értékesítette. A televíziós reklámpiacon a Hallmark hirdetéseket 2004 óta sugározott.